# Laetare Jerusalem

Wappen Papst Pauls III.

Laetare Jerusalem (lateinisch: Freue dich, Jerusalem!) ist eine Päpstliche Bulle, die Papst Paul III. am 19. November 1544 ausstellte und die am 30. November desselben Jahres publiziert wurde.
Paul III. hatte zunächst ein Konzil für den 1. November 1542 nach Trient anberaumt, das jedoch aufgrund des „Vierten Italienischen Krieges“ zwischen Kaiser Karl V. und Franz I. von Frankreich verschoben werden musste. In Laetare Jerusalem beruft der Papst nun erneut ein Ökumenisches Konzil ein, das am 15. März 1545, dem Sonntag Laetare, beginnen solle. Das Incipit der Bulle ist dem Buch des Propheten Jesaja entnommen (Jes 66,10 ). Dieser Bibelvers ist zugleich der Anfang des Introitus der römisch-katholischen und der evangelisch-lutherischen Liturgie am vierten Fastensonntag, der danach benannt ist.
Tatsächlich konnte das Konzil von Trient jedoch erst am 13. Dezember 1545 eröffnet werden (obschon die erste Sitzung bereits am 31. Mai stattfand) und zog sich über vier Sitzungsperioden bis 1563 hin.